# Mimulosia flavescens
Mimulosia flavescens là một loài bướm đêm thuộc phân họ Arctiinae, họ Erebidae.